# Du Xigui
Du Xigui (cinese: 杜錫珪; pinyin: Du Xigui; Wade-Giles: Tu Hsi-Kuei; Fuzhou, 12 novembre 1875 – 28 dicembre 1933) è stato un ammiraglio e politico cinese nel periodo dei signori della guerra e nei primi anni dell'era nazionalista.

## Biografia
Nato a Fuzhou, Du si diplomò al collegio navale di Nanchino nel 1902. Sostenitore della Repubblica di Cina, intraprese una carriera nella sua nuova flotta e nel 1922 venne posto a capo dell'intera marina repubblicana. Lo stesso anno, aiutò la cricca di Zhili a sconfiggere Zhang Zuolin.
Quando la flotta di Shanghai si ammutinò nella primavera del 1923, Du si assunse tutta la responsabilità e rassegnò le dimissioni. Tuttavia, venne richiamato dal presidente Cao Kun a novembre e rinominato capo della flotta. Nel 1924, nelle acque del Chang Jiang, inflisse una dura sconfitta alla flotta della cricca di Anhui guidata dall'ammiraglio Lin Jianzhang, aiutato anche da un ammutinamento nella flotta della cricca stessa, che gli permise di prendere il controllo delle acque di Shanghai. Questa vittoria gli garantì il titolo di ministro della Marina.
Dopo le dimissioni di Yan Huiqing nel 1926, Du Xigui fu brevemente presidente e primo ministro della Repubblica di Cina. "Invitato" a dimettersi poco dopo, continuò a lavorare per il governo nazionalista di Nanchino, che lo inviò costantemente in viaggi di ispezione presso le sue varie flotte. Ebbe questo incarico fino alla morte, avvenuta nel 1933.